# Kamieniec (West-Pommeren)
Kamieniec (Duits: Schöningen) is een dorp in het Poolse woiwodschap West-Pommeren, in het district Policki. De plaats maakt deel uit van de gemeente Kołbaskowo en telt 300 inwoners.